# OpenServer
Xinuos OpenServer, voorheen SCO UNIX en SCO Open Desktop, is een closed-source-besturingssysteem ontwikkeld door Santa Cruz Operation (SCO), later overgenomen door de SCO Group en nu eigendom van Xinuos. Vroege versies van OpenServer waren gebaseerd op UNIX System V, terwijl de latere OpenServer 10 gebaseerd is op FreeBSD 10. OpenServer 10 heeft echter sinds 2018 geen updates meer ontvangen en wordt niet langer op de website van Xinuos vermeld, terwijl OpenServer 5 Definitive en OpenServer 6 Definitive wel vermeld worden en nog steeds ondersteund zijn.

## Geschiedenis

### SCO UNIX / SCO Open Desktop
SCO UNIX was de opvolger van de SCO-variant van Microsoft Xenix, afgeleid van UNIX System V Release 3.2 met toevoeging van Xenix-stuurprogramma's en -hulpprogramma's. SCO UNIX System V/386 Release 3.2.0 werd uitgebracht in 1989, als de commerciële opvolger van SCO Xenix. Het basisbesturingssysteem bevatte geen TCP/IP-stack noch X Window System, deze waren beschikbaar als optionele, betalende uitbreidingspakketten. Kort na de release van dit kale besturingssysteem bracht SCO een geïntegreerd product uit onder de naam SCO Open Desktop. In 1994 werd SCO MPX uitgebracht, een SMP-uitbreidingspakket.
Tegelijkertijd voltooide AT&T de samenvoeging van Xenix-, BSD-, SunOS- en UNIX System V Release 3-functies in UNIX System V Release 4. SCO UNIX bleef gebaseerd op System V Release 3, maar voegde uiteindelijk zelfontwikkelde versies toe van de meeste functies van Release 4.
De releases van SCO UNIX 3.2v4.0 en Open Desktop 2.0 uit 1992 voegden ondersteuning toe voor lange bestandsnamen en symbolische links. De volgende hoofdversie, OpenServer Release 5.0.0, uitgebracht in 1995, voegde ondersteuning toe voor ELF-uitvoerbare programma's en dynamisch gekoppelde gedeelde objecten en maakte veel kernelstructuren dynamisch.

### SCO OpenServer

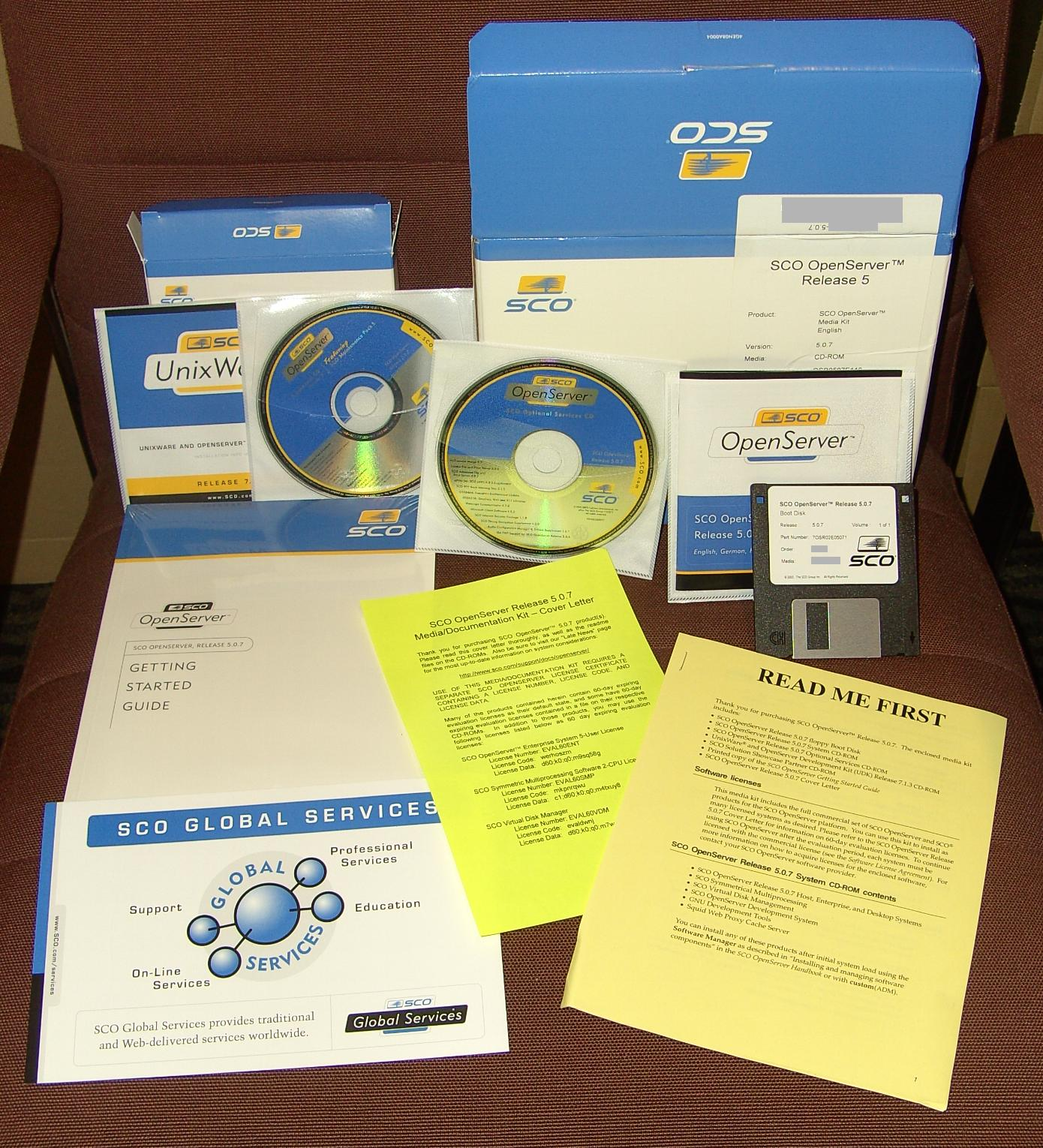
SCO OpenServer Release 5.0.7 installatiemedia

SCO OpenServer 5, uitgebracht in 1995, zou het belangrijkste product van SCO worden en als basis dienen voor producten als PizzaNet (het eerste systeem om via internet eten te bestellen, dat in samenwerking met Pizza Hut werd ontwikkeld) en SCO Global Access, een internetgatewayserver gebaseerd op Open Desktop Lite. Vanwege het grote aantal installaties wordt SCO OpenServer 5 nog steeds actief onderhouden, waarbij de laatste grote update dateert uit september 2018.
SCO OpenServer 6, het resultaat van de samenvoeging van AT&T UNIX System V Release 4.2MP en UnixWare 7, werd oorspronkelijk uitgebracht door de SCO Group in 2005. Het bevat ondersteuning voor grote bestanden, meer geheugen en een multi-threaded kernel. Deze samengevoegde codebase wordt UNIX System V Release 5 (SVR5) genoemd en werd alleen door SCO gebruikt voor OpenServer 6, SVR5 wordt door geen enkele andere grote ontwikkelaar of reseller gebruikt. SCO OpenServer 6 bevat de SVR5-kernel van UnixWare 7, geïntegreerd met de SCO OpenServer 5-applicatie en binaire compatibiliteit, OpenServer 5-systeembeheer en OpenServer 5-gebruikersomgevingen.
SCO OpenServer wordt voornamelijk verkocht aan KMO's. Het wordt veel gebruikt in kleine kantoren, verkooppunten, filialen en backoffice-databaseserverimplementaties. Prominente grotere SCO OpenServer-klanten zijn onder meer McDonald's, Taco Bell, Pizza Hut, NASDAQ, de Toronto Stock Exchange, Banco do Brasil, veel banken in Rusland en China, en het spoorwegsysteem van India.

### UnixWare-fusie

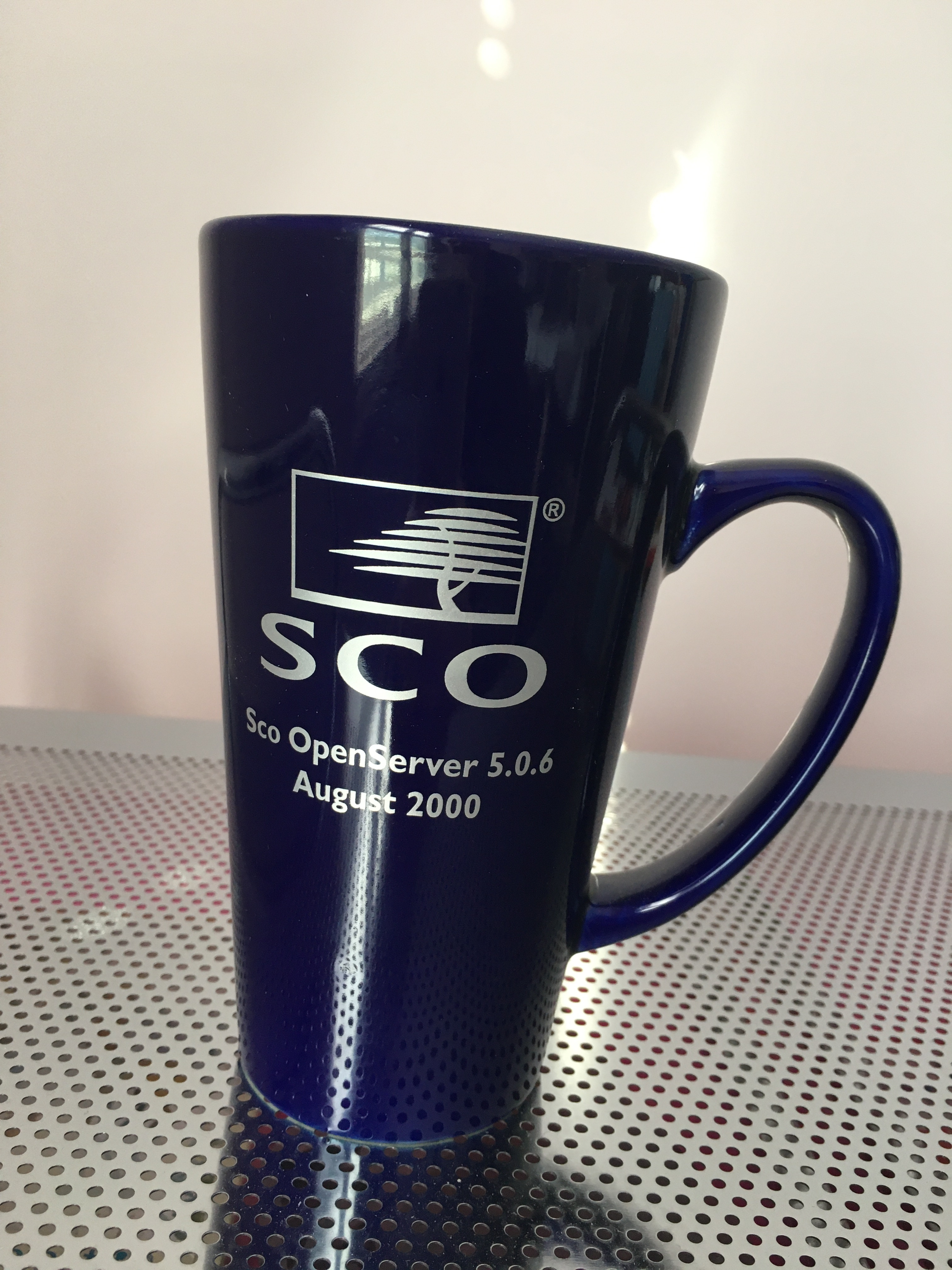
Koffiemok naar aanleiding van de SCO OpenServer 5.0.6 release

SCO kocht in 1995 het recht om het UnixWare-systeem en de System V Release 4-codebasis van Novell te distribueren. SCO kon uiteindelijk bepaalde code uit die versie van UnixWare hergebruiken in latere releases van OpenServer. Tot release 6 waren dit voornamelijk het compilatiesysteem, het UDI-stuurprogrammaframework en het USB-subsysteem.
Tegen het einde van de jaren negentig waren er wereldwijd ongeveer 15.000 value-added resellers (VAR's) die oplossingen leverden aan klanten van SCO's Unix-systemen.
SCO kondigde op 2 augustus 2000 aan dat het zijn Server Software- en Services-divisies, evenals UnixWare- en OpenServer-technologieën, zou verkopen aan Caldera Systems, Inc. De aankoop werd in mei 2001 afgerond. Het resterende deel van het SCO-bedrijf, de Tarantella-divisie veranderde zijn naam in Tarantella, Inc., terwijl Caldera Systems Caldera International werd en vervolgens in 2002 de SCO Group.

### SCO Group
De SCO Group zette de ontwikkeling en het onderhoud van OpenServer voort. Op 22 juni 2005 werd OpenServer 6.0 uitgebracht, de eerste release in de nieuwe 6.0.x-serie. SCO OpenServer 6 is gebaseerd op de UNIX System V Release 5-kernel, een samengevoegde codebasis van UNIX System V Release 4.2MP en UnixWare 7. OpenServer 6.0 biedt multi-threading applicatie-ondersteuning voor C-, C++- en Java-applicaties via de POSIX-interface. OpenServer 6 beschikt over threading op kernelniveau (wat niet het geval was in 5.0.x).
Enkele verbeteringen ten opzichte van OpenServer 5 zijn onder meer verbeterde SMP-ondersteuning (met ondersteuning voor maximaal 32 processors), ondersteuning voor bestanden groter dan een terabyte op een partitie (grotere netwerkbestanden worden ondersteund via NFSv3), betere prestaties van het bestandssysteem en ondersteuning voor maximaal 64 GB geheugen.
OpenServer 6.0 behoudt achterwaartse compatibiliteit voor applicaties die zijn ontwikkeld voor Xenix 286 en later.
De SCO Group ging in 2011 failliet, na een lange reeks juridische geschillen.

### UnXis / Xinuos
De rechten op OpenServer en UnixWare werden in 2011 overgenomen door UnXis, dat later werd omgedoopt tot Xinuos.
In juni 2015 kondigde Xinuos OpenServer 10 aan, dat gebaseerd is op het FreeBSD 10-besturingssysteem. Tegelijkertijd introduceerde Xinuos een migratiepad voor bestaande klanten die oudere OS-producten gebruiken. In december 2015 bracht Xinuos "Definitive"-versies uit van OpenServer 5, OpenServer 6 en UnixWare 7.
In december 2017 bracht Xinuos "Definitive 2018"-versies van OpenServer 6 en UnixWare 7 uit en in oktober 2018 een "Definitive 2018"-versie van OpenServer 5. De "Definitive 2018"-releases waren een toezegging van Xinuos om de oude besturingssystemen bijgewerkt en ondersteund te houden en de legacy-applicaties te beschermen die klanten nog steeds nodig hebben. De Definitive 2018-producten bevatten belangrijke updates ten opzichte van de Definitive-releases en een binnenkort aangekondigde bijgewerkte ontwikkelingskit die het gemakkelijker zal maken om huidige pakketten voor de Definitive 2018-producten samen te stellen.
In 2023 werd OpenServer 10 echter niet langer vermeld als product op de website van Xinuos, wat impliceert dat het uit de handel is genomen.

## Versies
| Jaar | Versie                       | Bedrijf | Gebaseerd op | Codenaam        | Opmerkingen                                                        |
| ---- | ---------------------------- | ------- | ------------ | --------------- | ------------------------------------------------------------------ |
| 1989 | SCO UNIX System V/386        | SCO     | SVR3.2.0     |                 |                                                                    |
| 1990 | Open Desktop 1.0             | SCO     | SVR3.2.1     |                 |                                                                    |
| 1991 | Open Desktop 1.1             | SCO     | SVR3.2v2.0   |                 |                                                                    |
| 1992 | SCO UNIX                     | SCO     | SVR3.2v4.0   |                 |                                                                    |
| 1992 | Open Desktop 2.0             | SCO     | SVR3.2v4.1   | Phoenix         | Desktop System, Server                                             |
| 1994 | Open Desktop/Server 3.0      | SCO     | SVR3.2v4.2   | Thunderbird     | Open Desktop, Open Desktop Lite, Open Server                       |
| 1995 | OpenServer 5.0               | SCO     | SVR3.2v5.0   | Everest         | Desktop System, Host System, Enterprise System                     |
| 1996 | OpenServer 5.0.2             | SCO     | SVR3.2v5.0.2 | Tenzing         | Desktop System, Host System, Enterprise System, Internet FastStart |
| 1997 | OpenServer 5.0.4             | SCO     | SVR3.2v5.0.4 | Comet           | Desktop System, Host System, Enterprise System                     |
| 1999 | OpenServer 5.0.5             | SCO     | SVR3.2v5.0.5 | Davenport       | Host System, Desktop System, Enterprise System                     |
| 2000 | OpenServer 5.0.6             | SCO     | SVR3.2v5.0.6 | Freedom         | Host System, Desktop System, Enterprise System                     |
| 2003 | OpenServer 5.0.7             | SCO     | SVR3.2v5.0.7 | Harvey West     | Host System, Desktop System, Enterprise System                     |
| 2005 | OpenServer 6.0               | SCO     | SVR5         | Legend          | Samensmelting van UnixWare 7 and OpenServer 5                      |
| 2009 | OpenServer 5.0.7V            | SCO     | SVR3.2v5.0.7 |                 | Virtualisatie-ondersteuning voor VMware                            |
| 2015 | OpenServer 10                | Xinuos  | FreeBSD 10   | 10.0            | Eerste release op basis van FreeBSD 10 en Xinuos verbeteringen     |
| 2015 | OpenServer 6 Definitive      | Xinuos  | SVR5         | Definitive      | Compatibel met OpenServer 6 Definitive 2018                        |
| 2015 | OpenServer 5 Definitive      | Xinuos  | SVR3.2v5.0.7 | Definitive      | Compatibel met OpenServer 5 Definitive 2018                        |
| 2016 | OpenServer 10.3              | Xinuos  | FreeBSD 10.3 | 10.3            | Gebaseerd op FreeBSD & Xinuos verbeteringen                        |
| 2017 | OpenServer 6 Definitive 2018 | Xinuos  | SVR5         | Definitive 2018 | In-place upgrade                                                   |
| 2018 | OpenServer 5 Definitive 2018 | Xinuos  | SVR3.2v5.0.7 | Definitive 2018 | In-place upgrade                                                   |